# Лупаренсе (мини-футбольный клуб)
Лупаренсе (итал. Luparense Calcio a 5) — итальянский мини-футбольный клуб, базирующийся в Сан-Мартино-ди-Лупари. Трёхкратный чемпион Италии.

## История
Основан в 1996 году. Первый трофей — Кубок Италии по мини-футболу — пришёл к команде только в 2006 году, зато за последующее время она сумела стать трёхкратным чемпионом страны, двукратным обладателем кубка и суперкубка. В Кубке УЕФА по мини-футболу «Лупаренсе» также показал хорошие результаты — в сезонах 2007-08 и 2008-09 он занимал второе место в своей группе на стадии Элитного раунда, тем самым оба раза остававшись в шаге от попадания в четвёрку сильнейших команд Европы.
Наконец, в сезоне 2009-10, итальянцам удалось выйти в Финал Четырёх, обойдя по итогам Элитного раунда именитый испанский клуб «Эль-Посо». Развить свой успех у «Лупаренсе» не получилось: в полуфинале он уступил португальской «Бенфике», а в матче за третье место — азербайджанскому «Аразу».
В настоящее время в состав команды входят, в основном, бразильцы, в том числе с итальянским паспортом.

## Достижения клуба
- Чемпионат Италии по мини-футболу (3): 2006-07, 2007-08, 2008-09
- Кубок Италии по мини-футболу (2): 2006, 2008
- Суперкубок Италии по мини-футболу: 2007, 2008, 2009

## Бывшие известные игроки
| - Саад Ассис - Клейтон Баптистелла - Эдгар Бертони |  | - Фернандо Грана - Александр Феллер - Франклин - Халими |